# Odile Santaniello
Odile Nathalie Santaniello (Briey, 21 dicembre 1966) è un'ex cestista e allenatrice di pallacanestro francese.

## Carriera
Con la Francia ha disputato i Campionati mondiali del 1994 e tre edizioni dei Campionati europei (1987, 1989, 1993).